# 软卧
软卧是中华人民共和国铁路卧铺车中的一个车厢等级。有以下特征：
- 软卧一般是属于有包间的，每个包间都有独立的门。
- 软卧一般设置的铺位：
  - 普通软卧：一个包间4个铺位。
  - 高级软卧：高级软卧（2人间），单人高级软卧（1人间），一人软包（3人间）。
- 软卧设置有充电位置、电视、空调。

## 旅游列车
一些旅游列车（“Y”字头）会设置全列软卧，如“中原铁道·大河之南号”特色旅游列车、“星光·澜湄号”中老铁路跨境旅游列车。